# Ропер (река)
Ро́пер (англ. Roper River) — река в Северной территории, Австралия. Протекает по географическому региону Кэтрин.
Длина реки — около 400 км. Площадь бассейна составляет 81 794 км². Основные притоки — Странгуэйс, Ходжсон и Уилтон, а также речки Элси и Флайнг-Фокс.
Берёт начало при слиянии рек Уотерхаус и Ропер-Крик в районе посёлка Матаранка. Далее река пересекает национальный парк Элси и направляется на восток, где впадает в залив Карпентария у северной окраины национального парка Лиммен.
Климат в этой области — муссонный, с выраженными сезонами: сухим (май — сентябрь) и дождливым (ноябрь — март). Во время влажного сезона река и её притоки получают 90 % дождевого пополнения своих вод. Сама река судоходна на протяжении 160 км от устья.
На реке стоят несколько мелких населённых пунктов, самым значительным из которых является Матаранка.
Через Ропер проходит одна из главных дорог Австралии, пересекающая материк с севера на юг — шоссе Стюарт.

## В культуре

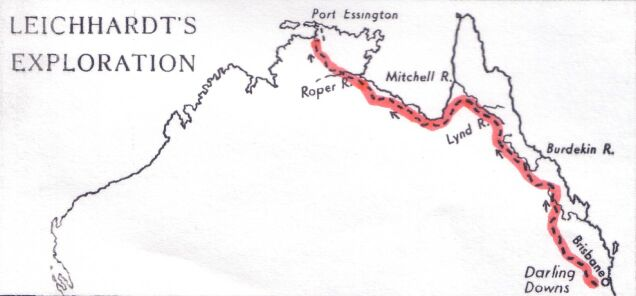
Карта путешествия Лейххардта; подписана река Ропер.

Река упоминается в романе Жюля Верна «Дети капитана Гранта», где Стюарт во время своего путешествия по Австралии достиг Странгуэйса — одного из притоков реки. Здесь же упоминается об открытии Ропера Людвигом Лейххардтом в 1845 году.